# (17360) 1978 UX5
A (17360) 1978 UX5 a Naprendszer kisbolygóövében található aszteroida. C. Michelle Olmstead fedezte fel 1978. október 27-én.